# 长尖石蛏
长尖石蛏（学名：Lithophaga lepteces），是贻贝目壳菜蛤科石蜊属的一种。主要分布于中国大陆，常栖息在潮间带低潮线、石灰石中，营穴居生活。